# 長崎県歯科医師会
一般社団法人長崎県歯科医師会（ながさきけんしかいしかい 英称 Nagasaki Dental Association）は、長崎県の歯科医師を会員とする法人。

## 本部所在地
- 〒852-8104 長崎県長崎市茂里町3番19号

## 郡市歯科医師会
- 長崎市歯科医師会 〒852-8104 長崎市茂里町3番19号
- 佐世保市歯科医師会 〒857-0052 佐世保市松浦町4-14
- 島原南高歯科医師会 〒854-0841 島原市崩山町6869-1
- 北松歯科医師会
- 福江南松歯科医師会
- 大村東彼歯科医師会
- 西彼歯科医師会
- 諫早市歯科医師会
- 対馬市歯科医師会
- 壱岐市歯科医師会